# Boëseghem
Boëseghem é uma comuna francesa na região administrativa de Altos da França, no departamento do Norte. Estende-se por uma área de 7.08 km². Em 2010 a comuna tinha 762 habitantes (densidade: 107,6 hab./km²).